# Team SH 1st Stage 「섬네일」 공연
《Team SH 1st Stage 「섬네일」 공연》(Team SH 1st Stage「缩略图」公演)은 AKB48 Team SH의 1st 극장 공연이다. 이 공연은 AKB48 5th 앨범 섬네일(サムネイル)을 중국어로 번안한 것이다.

## 곡 목록
1. Get you!
2. 풋풋한 로큰롤(青涩的摇滚)
3. Runner's High
4. 입술 위의 Be May Baby(唇上Be My Baby)
5. 코인 토스(抛硬币)
6. 지나가는 풍경들은 모두 경험이야(沿途风景皆为经过)
7. 과실(过错)
8. 마음이 깨진 거울(心碎的镜子)
9. 바게트(法式面包)
10. 누가 날 울린 거야?(是谁让我哭泣？)
11. 그래서 나는 정말로 널 좋아하게 된 걸까(所以我是真的喜欢上你了吗)
12. LOVE TRIP
13. 그 날의 자신(那一天的自己)

앙코르
1. 생일의 탱고(生日的TANGO)
2. 너는 멜로디(你是旋律)
3. 365일의 종이 비행기(365天的纸飞机)／누군가를 위해서(为了谁)

### Team SH 1st Stage 「섬네일」 공연
- 공연 일시: 2020년 6월 7일 (온라인)／13일 (오프라인)－2021년 6월 26일
- 공연 지역: 상하이 장강 극장(上海长江剧场)
- 출연 멤버:
  - 공식 16인 멤버: 구이추추, 후신인, 류녠, 마오웨이자, 선잉, 스커옌, 쑹신란, 완팡죠우, 왕위둬, 웨이신, 우안치, 슝팡니, 예즈언, 쩡쓰춘, 주링, 좡샤오티
  - 첫날 멤버:
    - 정식 멤버: 구이추추, 마오웨이자, 선잉, 스커옌, 쑹신란, 웨이신, 우안치, 슝팡니, 예즈언, 쩡쓰춘, 좡샤오티
    - 연수생: 쿵커신, 탄쥔시, 조우루오난
    - 연습생: 쉬이팅
- 공연 Unit
  - 《코인 토스》 (抛硬币)（마오웨이자）
  - 《지나가는 풍경들은 모두 경험이야》 (沿途风景皆为经过)（우안치, 좡샤오티, 구이추추 (쿵커신), 쩡쓰춘, 슝팡니）
  - 《과실》 (过错)（류녠 (구이추추), 주링 (스아이베이)）
  - 《마음이 깨진 거울》 (心碎的镜子)（예즈언, 스커옌, 쑹신란, 완팡죠우 (탄쥔시), 왕위둬 (조우로우난)）
  - 《바게트(法式面包)》（선잉, 웨이신, 후신인 (쉬이팅)）

### Team SH 연수생 1st Stage 「섬네일」 공연
- 공연 일시: 2020년 8월 14일－
- 공연 지역: 상하이 장강 극장(上海长江剧场)
- 출연 멤버:
  - 공식 16인 멤버:
  - 첫날 멤버:
    - 정식 멤버: 쑹신란, 웨이신, 젠창웨이, 량스안, 탄쥔시, 장치엔페이
    - 연수생: 청안쯔, 판츄이, 장잉루, 리지아훼이, 마샤오위, 펑루쉬엔, 츄디얼, 왕안니, 셰원지에, 죠우천위쉬엔
- 공연 Unit
  - 《코인 토스》 (抛硬币)（웨이신）
  - 《지나가는 풍경들은 모두 경험이야》 (沿途风景皆为经过)（탄쥔시, 셰원지에, 리지아훼이, 량스안, 판츄이）
  - 《과실》 (过错)（츄디얼, 왕안니）
  - 《마음이 깨진 거울》 (心碎的镜子)（마샤오위, 죠우천위쉬엔, 청안쯔, 쑹신란, 펑루쉬엔）
  - 《바게트(法式面包)》（젠창웨이, 장잉루, 장치엔페이）